# Sahonagasy Action Plan
Il Sahonagasy Action Plan (SAP), o "Piano d'azione per gli anfibi del Madagascar", è un progetto mirato alla conservazione delle specie di anfibi del Madagascar , paese caratterizzato da un elevato numero di specie endemiche, vale a dire rinvenibili solo sul suo territorio.
Il progetto Sahonagasy Action Plan  ha avuto la sua genesi nel corso del workshop ACSAM (A Conservation Strategy for the Amphibians of Madagascar ), svoltosi ad Antananarivo dal 17 al 21 settembre 2006. L'ACSAM è stato di fatto il primo passo per portare a livello regionale la strategia dell'Amphibian Conservation Action Plan (ACAP), il grande progetto di salvaguardia mondiale degli anfibi. Nel corso dell'ACSAM è stato evidenziato che gli anfibi del Madagascar sono particolarmente importanti, non solo per la diversità delle specie e per il loro endemismo, ma anche perché non è ancora stata identificata la presenza del chitridio Batrachochytrium dendrobatidis, un fungo che è la causa principale della scomparsa e probabile estinzione di molte specie di anfibi a livello mondiale (responsabile della patologia nota come chitridiomicosi). Di fatto, quindi, l'applicazione di uno speciale piano d'azione per gli anfibi del Madagascar consente di applicare una strategia "proattiva" per la salvaguardia delle specie.
Nel 2014 è stato organizzato l'ACSAM2, che ha avuto svolgimento presso il Centro ValBio di Ranomafana. Come conseguenza di questo incontro è stato redatto il Nuovo Sahonagasy Action Plan, presentato ufficialmente il 7 novembre 2016 all'OLEP di Ambatobe (Antananarivo).
Nel 2018 il SAP ha avuto una sua naturale continuazione nell'organizzazione di un workshop dedicato a una delle specie di anfibi più minacciate del Madagascar (e del mondo intero), la mantella arlecchino, Mantella cowanii. Questo workshop si è svolto ad Ambositra, in Madagascar, città nelle vicinanze della quale sopravvive una delle popolazioni più note e abbondanti della specie, relegata a pochissimi siti sul plateau malagasy. Questo workshop ha portato come ricaduta ed effetto la realizzazione del Mantella cowanii Action Plan (McAP), pubblicato nel 2020 e lanciato ufficialmente nel marzo 2021. 